# 辛格阿尔瓦
辛格阿尔瓦（Singarva），是印度古吉拉特邦Ahmadabad县的一个城镇。总人口9884（2001年）。

## 人口
该地2001年总人口9884人，其中男性5170人，女性4714人；0—6岁人口1578人，其中男846人，女732人；识字率59.48%，其中男性为69.09%，女性为48.94%。